# IC 738
IC 738 је галаксија у сазвјежђу Дјевица која се налази на листи објеката дубоког неба у Индекс каталогу.
Деклинација објекта је - 4° 40' 55" а ректасцензија 11h 48m 54,7s. Привидна величина (магнитуда) објекта IC 738 износи 14,0 а фотографска магнитуда 14,6.